# Koo Ja-cheol
Koo Ja-Cheol (Hangul: 구자철; nascut el 27 de febrer de 1989) és un futbolista sud-coreà que juga com a migcampista per al club Mainz 05 de la Bundesliga i és el capità de l'equip de futbol de Corea del Sud.